# ARK/LEAVE
「ARK/LEAVE」（アーク／リーブ）は、インディーズ時代のROUAGEが、1995年1月21日川崎クラブチッタで行われたライブにて配布したシングルCD。一般的なレコード店では販売されていない。

## 解説
「ARK」のみ、インディーズ時代の楽曲を集めたベスト盤「-312604806-」に、リミックス＆リマスタリングを施したものが収録されている(インディーズ時代にリリースされた、アルバム「ROUAGE」に収録された原曲のバージョン)。

## 収録曲
1. ARK
  - 作詞：KAZUSHI／作曲：KAIKI

1994年7月20日に発売されたアルバム『ROUAGE』に収録されていた曲の別アレンジバージョン。
2. LEAVE
  - 作詞：KAZUSHI／作曲：KAIKI

アルバム未収録。